# Рочестер (тауншип, Миннесота)
Рочестер (англ. Rochester) — тауншип в округе Олмстед, Миннесота, США. На 2000 год его население составило 2916 человек.

## География
По данным Бюро переписи населения США площадь тауншипа составляет 57,9 км², из которых 57,8 км² занимает суша, а 0,1 км² — вода (0,09 %).

## Демография
По данным переписи населения 2000 года здесь находились 2916 человек, 1006 домохозяйств и 872 семьи.  Плотность населения —  50,5 чел./км².  На территории тауншипа расположено 1024 постройки со средней плотностью 17,7 построек на один квадратный километр. Расовый состав населения: 95,82 % белых, 1,13 % афроамериканцев, 0,24 % коренных американцев, 1,68 % азиатов, 0,14 % — других рас США и 0,99 % приходится на две или более других рас. Испанцы или латиноамериканцы любой расы составляли 1,20 % от популяции тауншипа.
Из 1006 домохозяйств в 40,9 % воспитывались дети до 18 лет, в 81,5 % проживали супружеские пары, в 3,3 % проживали незамужние женщины и в 13,3 % домохозяйств проживали несемейные люди. 10,9 % домохозяйств состояли из одного человека, при том 4,8 % из — одиноких пожилых людей старше 65 лет. Средний размер домохозяйства — 2,86, а семьи — 3,09 человека.
28,8 % населения — младше 18 лет, 4,3 % — в возрасте от 18 до 24 лет, 23,4 % — от 25 до 44, 32,0 % — от 45 до 64, и 11,6 % — старше 65 лет. Средний возраст — 42 года. На каждые 100 женщин приходилось 100,6 мужчин.  На каждые 100 женщин старше 18 приходилось 99,3 мужчин.
Средний годовой доход домохозяйства составлял 81 789 долларов, а средний годовой доход семьи —  88 979 долларов. Средний доход мужчин —  62 679  долларов, в то время как у женщин — 35 833. Доход на душу населения составил 39 377 долларов. За чертой бедности не находилась ни одна семья и 0,9 % всего населения тауншипа, из которых 4,8 % старше 65 лет.